# Liste der Kulturgüter in Meilen
Die Liste der Kulturgüter in Meilen enthält alle Objekte in der Gemeinde Meilen im Kanton Zürich, die gemäss der Haager Konvention zum Schutz von Kulturgut bei bewaffneten Konflikten, dem Bundesgesetz vom 20. Juni 2014 über den Schutz der Kulturgüter bei bewaffneten Konflikten sowie der Verordnung vom 29. Oktober 2014 über den Schutz der Kulturgüter bei bewaffneten Konflikten unter Schutz stehen.
Objekte der Kategorien A und B sind vollständig in der Liste enthalten, Objekte der Kategorie C fehlen zurzeit (Stand: 1. Januar 2023). Unter übrige Baudenkmäler sind weitere geschützte Objekte zu finden, die im Verzeichnis der Objekte von überkommunaler Bedeutung der kantonalen Denkmalpflege zu finden und nicht bereits in der Liste der Kulturgüter enthalten sind.

## Kulturgüter
| Foto | | Objekt | Kat. | Typ | Standort                                                  | Beschreibung                                                        |
| ---- | --- | --- | ---- | --- | --------------------------------------------------------- | ------------------------------------------------------------------- |
| ja   | Datei hochladen · Wikidata zu Landsitz Seehalde mit ehemaligem Lehenhaus (Q29574133)                                                | Landsitz Seehalde mit ehemaligem Lehenhaus KGS-Nr.: 07561                                                 | A    | G   | Seestrasse 467, 444 690353 / 236260                       | Pächterhaus (7561/15600264) siehe unter Übrige Baudenkmäler         |
| ja   | Datei hochladen · Wikidata zu Landsitz Seehof mit Nebengebäuden (Q29574135)                                                         | Landsitz Seehof mit Gartenanlage, Brunnen und Nebengebäuden KGS-Nr.: 07562                                | A    | G   | Seestrasse 642 691159 / 235879                            |                                                                     |
| ja   | Datei hochladen · Wikidata zu Meilen-Rorenhaab (Q14545549)                                                                          | Rohrenhaab, neolithische Seeufersiedlung KGS-Nr.: 07563                                                   | A    | F   | Rorenhaab 692450 / 235501                                 | Teil des UNESCO-Welterbes «Prähistorische Pfahlbauten um die Alpen» |
| ja   | Datei hochladen · Wikidata zu Wohnhaus, sogenanntes Breuer Lakehouse (Q29574138)                                                    | Wohnhaus, sogenanntes Breuer Lakehouse KGS-Nr.: 09134                                                     | A    | G   | Feldmeilen, Im Hausacher 35 688823 / 237619               |                                                                     |
| ja   | Datei hochladen · Wikidata zu Feldmeilen-Vorderfeld, Schellen, jungsteinzeitliche und bronzezeitliche Seeufersiedlungen (Q29574131) | Feldmeilen-Vorderfeld / Schellen, jungsteinzeitliche und bronzezeitliche Seeufersiedlungen KGS-Nr.: 11711 | A    | F   | 689672 / 236501                                           |                                                                     |
| ja   | Datei hochladen · Wikidata zu Friedberg, mittelalterliche Burgruine (Q1011853)                                                      | Friedberg, mittelalterliche Burgruine KGS-Nr.: 07559                                                      | B    | F   | Burg 691050 / 237110                                      |                                                                     |
| BW   | Datei hochladen · Wikidata zu Feldmeilen, Landsitz Mariafeld (16.–19.Jh.) (Q29932916)                                               | Landsitz Mariafeld mit Brunnen und Nebenbauten KGS-Nr.: 07560                                             | B    | G   | Feldmeilen, General-Wille-Strasse 165–169 689307 / 236925 |                                                                     |
| ja   | Datei hochladen · Wikidata zu Reformierte Kirche Meilen (Q29932921)                                                                 | Reformierte Kirche KGS-Nr.: 07564                                                                         | B    | G   | Seestrasse 585 690901 / 235935                            |                                                                     |
| ja   | Datei hochladen · Wikidata zu Landhaus Horn mit Brunnen und Nebenbauten (Trottengebäude, Scheune) (Q29932918)                       | Landhaus Horn mit Brunnen und Nebenbauten (Trottengebäude, Scheune) KGS-Nr.: 12625                        | B    | G   | Seestrasse 409 690186 / 236288                            |                                                                     |
| BW   | Datei hochladen · Wikidata zu Landhaus zum grünen Hof mit Nebenbauten (Q29932919)                                                   | Landhaus zum grünen Hof mit Nebenbauten KGS-Nr.: 12626                                                    | B    | G   | General-Wille Strasse 256, 261 689659 / 236670            |                                                                     |
| BW   | Datei hochladen · Wikidata zu Plätzli, neolithische Seeufersiedlung (Q29932923)                                                     | Plätzli, neolithische Seeufersiedlung KGS-Nr.: 12627                                                      | B    | F   | Seestrasse 689901 / 236390                                |                                                                     |
| BW   | Datei hochladen · Wikidata zu Im Grund, neolithische Seeufersiedlung (Q29932924)                                                    | Im Grund, neolithische Seeufersiedlung KGS-Nr.: 12628                                                     | B    | F   | Seestrasse 689631 / 236100                                |                                                                     |
| ja   | Datei hochladen | Privatklinik Hohenegg KGS-Nr.: 16596                                                                      | B    | G   | Hohenegg 4–12 692427 / 236620                             |                                                                     |

## Übrige Baudenkmäler
Legende: Im Wesentlichen siehe Legende der Liste der Kulturgüter von nationaler und regionaler Bedeutung, mit folgenden Ausnahmen:
- Anstelle der KGS-Nummer wird als Objekt-Identifikator (ID) die Inventarnummer im Verzeichnis der Objekte von überkommunaler Bedeutung des kantonalen Denkmalschutzamtes verwendet.
- Bei den Kategorien wird wie folgt unterschieden: B kant. = Objekt von kantonaler Bedeutung (Kanton Zürich); B reg. = Objekt von regionaler Bedeutung (Kanton Zürich).